# Great Southern of Spain Railway
The Great Southern of Spain Railway Company Limited, Kurzform Great Southern of Spain Railway oder Great Southern, abgekürzt GSSR, in Spanisch Compañía de los Ferrocarriles de Lorca a Baza y Águilas, der englische Name in Deutsch in etwa Große Südspanische Eisenbahn, der spanische Name in Deutsch in etwa Gesellschaft der Eisenbahnen von Lorca nach Baza und Águilas, war eine Eisenbahngesellschaft in Spanien, die 1828 gegründet wurde und 1941 in die Staatsbahn Renfe integriert wurde.

## Geschichte
Die ursprüngliche Konzession für eine Eisenbahn von Murcia nach Granada wurde mehrfach aufgeteilt und an verschiedenen Gesellschaften vergeben. So besaß die MZA die Konzession für den Abschnitt von Murcia nach Alcantarilla, die Compañía del Ferrocarril de Alcantarilla a Lorca den Abschnitt Alcantarilla–Lorca und die GSSR den Abschnitt Lorca–Baza. Die gesamte Strecke Murcia–Baza war 1895 fertiggestellt. Die GSSR eröffnete die Zweigstrecke nach Aguilas 1899.
Der fehlende Abschnitt Baza–Granada musste noch gebaut werden. Die Gesellschaft The Granada Railway baute zwischen 1902 und 1904 den Abschnitt Granada–Moreda, der von der Compañía del Sur de España betrieben wurde, da er an die bereits 1896 eröffnete Bahnstrecke Linares-Baeza–Almería der gleichen Gesellschaft anschloss. In den Jahren 1906 bis 1907 baute The Granada Railway den Abschnitt Baza–Guadix, der von der Gesellschaft selbst betrieben wurde, womit die ganze Strecke Granda–Murcia fertiggestellt war.
Der wichtigste Einnahmequelle der Great Southern war der Abtransport von Eisenerz aus der Sierra de Los Filabres und der Sierra de las Estancias zum Hafen von Águilas  Im Jahr 1941 wurden Bahn in die neu gegründete Staatsbahn Renfe integriert.